# Charles Billings
Charles W. Billings (Eatontown, Nova Jersey, 26 de novembre de 1866 – Deal, Nova Jersey, 13 de desembre de 1928) va ser un tirador estatunidenc que va competir a començaments del segle xx.
El 1912 va prendre part en els Jocs Olímpics d'Estocolm, on disputà dues proves del programa de tir. Guanyà la medalla d'or en la competició de fossa olímpica per equips, mentre en la prova individual fou quaranta-dosè.